# Daytime Emmy Awards 2016

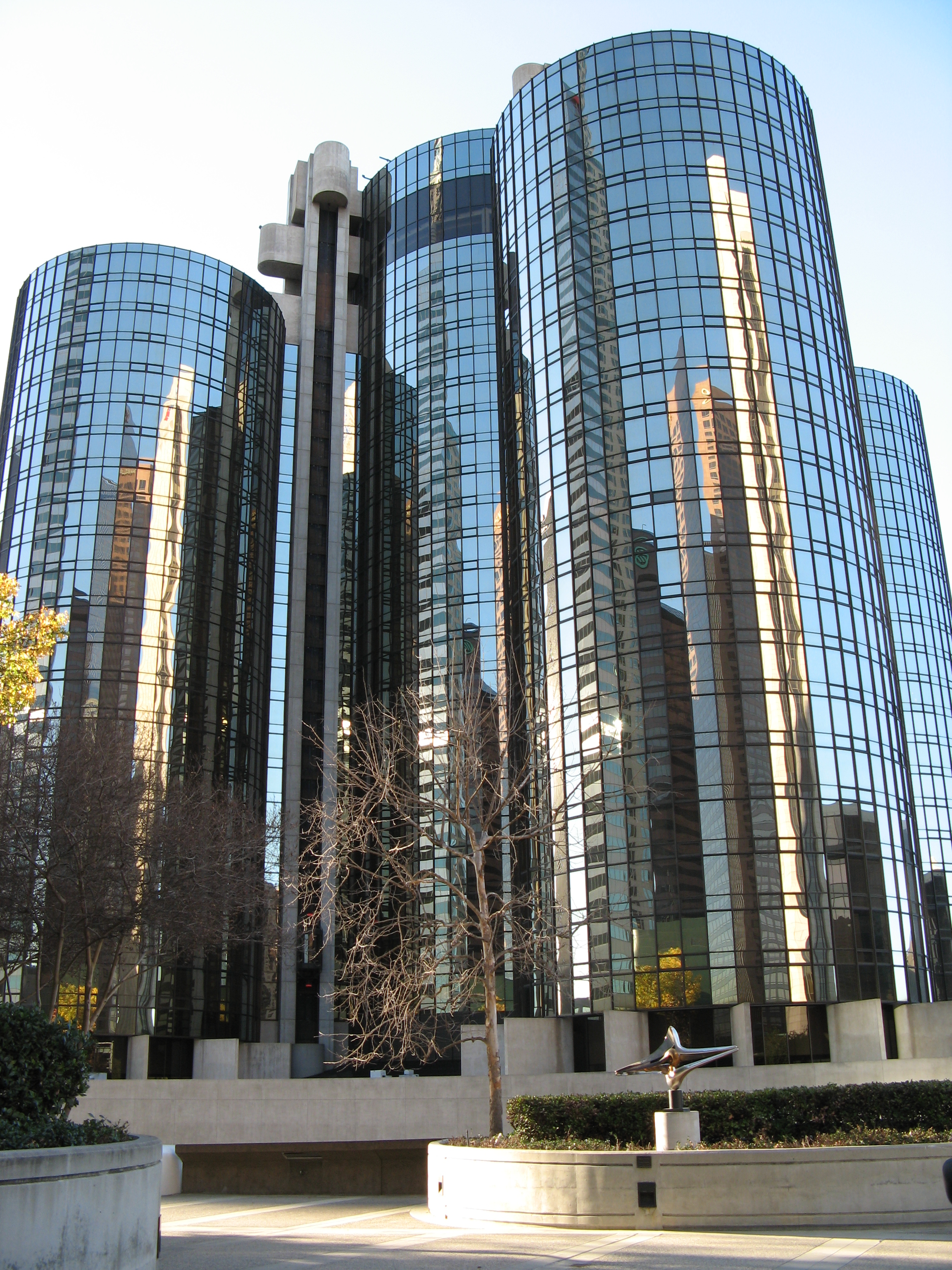
Il Westin Bonaventure Hotel ha ospitato la cerimonia di premiazione

La cerimonia della 43ª edizione dei Daytime Emmy Awards (43rd Daytime Emmy Awards) si è tenuta presso il Westin Bonaventure Hotel di Los Angeles il 1º maggio 2016.
La cerimonia non è stata trasmessa in diretta televisiva; tra i vari artisti che hanno annunciato i vincitori durante la serata di premiazione si sono alternati: Larry King, Rita Moreno, Mario López, Nancy O'Dell, Kevin Frazier, Chris Harrison, Sandra Lee, Julie Chen, Sara Gilbert, Sharon Osbourne, Aisha Tyler, Sheryl Underwood, Mehmet Öz, Daphne Oz, Carla Hall, Brandon McMillan, Shemar Moore, Andrew Ordon, Jennifer Ashton, Brooke Burns, Kristos Andrews, Van Hansis, Matt Doran, Tamera Mowry-Housley, Jeannie Mae, Loni Love, Tamar Braxton, Adrienne Bailon, Gina Tognoni, Hunter King, Jason Thompson, Teresa Castillo, Laura Wright, Donnell Turner, Karla Mosley, Pierson Fodé, Jacob Young, Camila Banus, Billy Flynn e Jen Lilley.
Le candidature erano state annunciate il 24 marzo 2016.

## Daytime Emmy Awards
Segue l'elenco delle categorie premiate durante la cerimonia principale del 26 aprile con i rispettivi candidati. I vincitori sono indicati in cima all'elenco di ciascuna categoria. I vincitori nelle categorie in cui si sono verificati ex aequo sono contrassegnati dal simbolo .

### Soap opera

#### Miglior serie drammatica
- General Hospital
  - Beautiful (The Bold and the Beautiful)
  - Febbre d'amore (The Young and the Restless)
  - Il tempo della nostra vita (Days Of Our Lives)

#### Miglior attore protagonista in una serie drammatica
- Tyler Christopher, per aver interpretato Nikolas Cassadine in General Hospital
  - Anthony Geary, per aver interpretato Luke Spencer/Tim Spencer in General Hospital
  - Justin Hartley, per aver interpretato Adam Newman in Febbre d'amore
  - Christian Leblanc, per aver interpretato Michael Baldwin in Febbre d'amore
  - Kristoff St. John, per aver interpretato Neil Winters in Febbre d'amore

#### Miglior attrice protagonista in una serie drammatica
- Mary Beth Evans, per aver interpretato Kayla Brady in Il tempo della nostra vita
  - Tracey E. Bregman, per aver interpretato Lauren Fenmore Baldwin in Febbre d'amore
  - Kassie DePaiva, per aver interpretato Eve Larson in Il tempo della nostra vita
  - Finola Hughes, per aver interpretato Anna Devane in General Hospital
  - Maura West, per aver interpretato Ava Jerome/Denise DiMuccio in General Hospital

#### Miglior attore non protagonista in una serie drammatica
- Sean Blakemore, per aver interpretato Shawn Butler in General Hospital
  - Steve Burton, per aver interpretato Dylan McAvoy in Febbre d'amore
  - Bryton James, per aver interpretato Devon Hamilton in Febbre d'amore
  - Jacob Young, per aver interpretato Rick Forrester in Beautiful
  - Dominic Zamprogna, per aver interpretato Dante Falconeri in General Hospital

#### Miglior attrice non protagonista in una serie drammatica

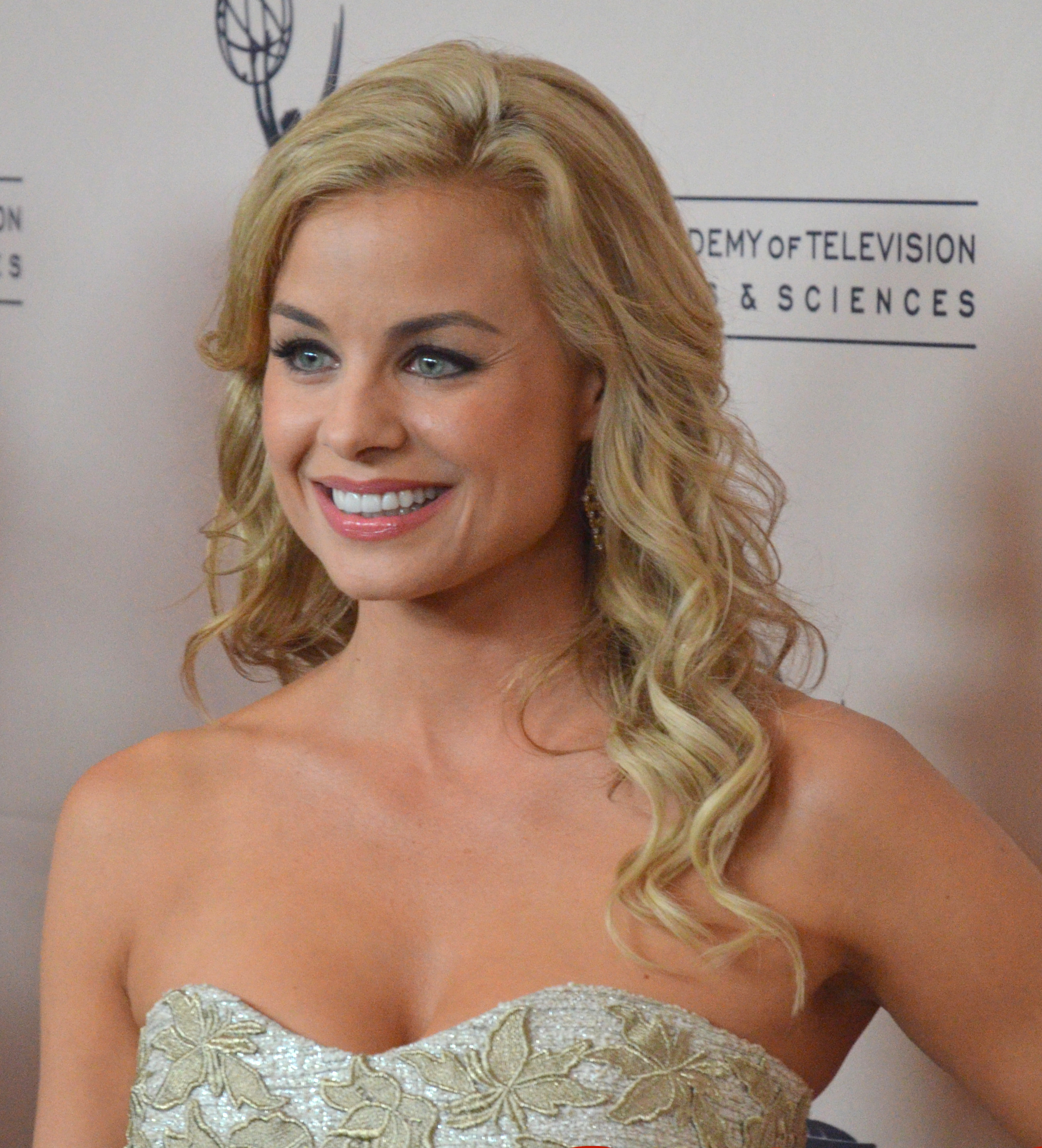
Jessica Collins, miglior attrice non protagonista in una serie drammatica

- Jessica Collins, per aver interpretato Avery Bailey Clark in Febbre d'amore
  - Lauralee Bell, per aver interpretato Christine Williams in Febbre d'amore
  - Linsey Godfrey, per aver interpretato Caroline Spencer in Beautiful
  - Peggy McCay, per aver interpretato Caroline Brady in Il tempo della nostra vita
  - Melissa Reeves, per aver interpretato Jennifer Horton in Il tempo della nostra vita

#### Miglior giovane attore in una serie drammatica
- Bryan Craig, per aver interpretato Morgan Corinthos in General Hospital
  - Nicolas Bechtel, per aver interpretato Spencer Cassadine in General Hospital
  - Max Ehrich, per aver interpretato Fenmore Baldwin in Febbre d'amore
  - Pierson Fodé, per aver interpretato Thomas Forrester in Beautiful
  - Tequan Richmond, per aver interpretato TJ Ashford in General Hospital

#### Miglior giovane attrice in una serie drammatica
- True O'Brien, per aver interpretato Paige Larson in Il tempo della nostra vita
  - Reign Edwards, per aver interpretato Nicole Avant in Beautiful
  - Hunter King, per aver interpretato Summer Newman in Febbre d'amore
  - Ashlyn Pearce, per aver interpretato Aly Forrester in Beautiful
  - Brooklyn Rae Silzer, per aver interpretato Emma Drake in General Hospital

#### Miglior guest star in una serie drammatica
- Obba Babatundé, per aver interpretato Julius Avant in Beautiful
  - Anna Maria Horsford, per aver interpretato Vivienne Avant in Beautiful
  - Adam Leadbeater, per aver interpretato il dr. Malcolm in Il tempo della nostra vita
  - Frank Runyeon, per aver interpretato Angel in Febbre d'amore
  - Dee Wallace, per aver interpretato Patricia Spencer General Hospital

#### Miglior team di registi di una serie drammatica
- Larry Carpenter, William Ludel, Scott McKinsey, Penny Pengra, Frank Valentini, Phideaux Xavier e altri membri del team di regia di General Hospital
  - Jennifer Howard, Deveney Kelly, Cynthia J. Popp, David Shaughnessy, Michael Stich e altri membri del team di regia di Beautiful
  - Casey Childs, Michael Eilbaum, Sally McDonald, Conal O'Brien, Owen Renfroe e altri membri del team di regia di Febbre d'amore
  - Albert Alarr, Grant Johnson, Noel Maxam, Herbert Stein, Steven Williford e altri membri del team di regia di Il tempo della nostra vita

#### Miglior team di sceneggiatori di una serie drammatica
- Shelly Altman, Ron Carlivati, Jean Passanante, Anna Theresa Cascio, Daniel James O'Connor, Chris Van Etten, Elizabeth Korte, Andrea Archer Compton, Suzanne Flynn, Kate Hall, Katherine Schock e Scott Sickles – General Hospital
  - Bradley P. Bell, Michael Minnis, Rex M. Best, Shannon Bradley, Adam Dusevoir, Tracey Ann Kelly, Patrick Mulcahey, Mark Pinciotti, John F. Smith e Michele Val Jean – Beautiful
  - Shelly Altman, Jean Passanante, Charles Pratt Jr., Tracey Thomson, Amanda L. Beall, Jeff Beldner, Brent Boyd, Michael Conforti, Susan Dansby, Janice Ferri Esser, Lucky Gold, Beth Milstein, Anne Schoettle e Natalie Minardi Slater – Febbre d'amore

### Programmi d'informazione e intrattenimento

#### Miglior talk show d'informazione
- The Chew, in onda sulla ABC
  - The Dr. Oz Show, trasmesso in syndication
  - Larry King Now, trasmesso su Ora TV
  - The Doctors, trasmesso in syndication
  - The Kitchen, trasmesso su Food Network

#### Miglior presentatore di un talk show d'informazione

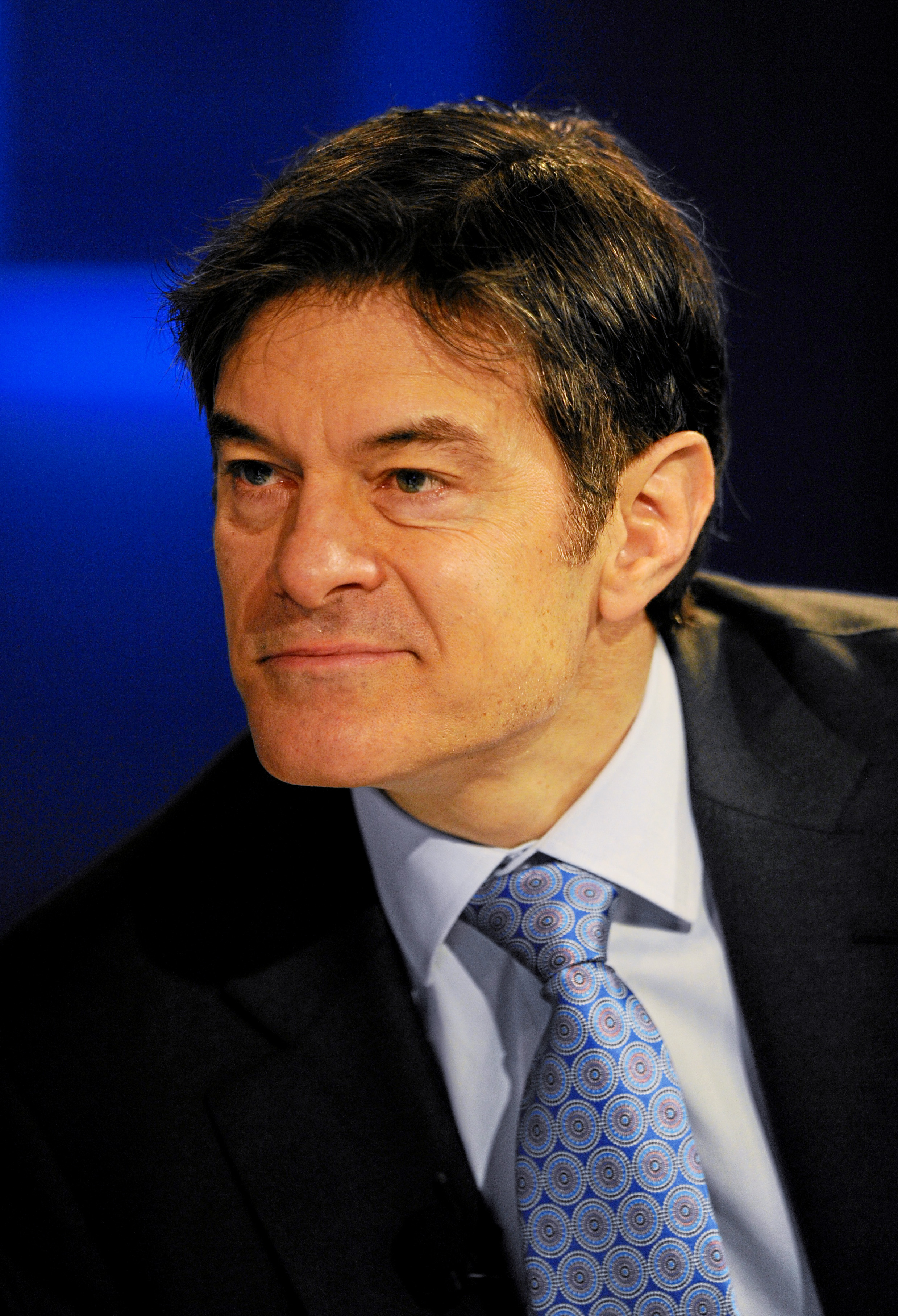
Mehmet Öz, meglio noto come Dr. Oz

- Mehmet Öz, per aver presentato The Dr. Oz Show
  - Mario Batali, Carla Hall, Clinton Kelly, Daphne Oz, Michael Symon, per aver presentato The Chew
  - Steve Harvey, per aver presentato Steve Harvey
  - Larry King, per aver presentato Larry King Now
  - Peter Salgo, per aver presentato Second Opinion

#### Miglior talk show d'intrattenimento
- The Talk, in onda sulla CBS
  - The Ellen DeGeneres Show, trasmesso in syndication
  - The Real, trasmesso in syndication
  - The View, in onda sulla ABC
  - The Wendy Williams Show, trasmesso in syndication

#### Miglior presentatore di un talk show d'intrattenimento
- Kelly Ripa e Michael Strahan, per aver presentato Live! with Kelly and Michael
  - Adrienne Bailon, Tamar Braxton, Loni Love, Jeannie Mai e Tamera Mowry, per aver presentato The Real
  - Julie Chen, Sara Gilbert, Sharon Osbourne, Aisha Tyler e Sheryl Underwood, per aver presentato The Talk
  - Joy Behar, Candace Cameron Bure, Michelle Collins, Paula Faris, Whoopi Goldberg, Rosie Perez, Raven-Symoné e Nicolle Wallace, per aver presentato The View
  - Wendy Williams, per aver presentato The Wendy Williams Show

#### Miglior game show
- The Price is Right, in onda sulla CBS
  - Jeopardy!, trasmesso in syndication
  - Let's Make a Deal, in onda sulla CBS
  - Monopoly Millionaires' Club, trasmesso in syndication
  - Who Wants to be a Millionaire?, trasmesso in syndication

#### Miglior presentatore di un game show

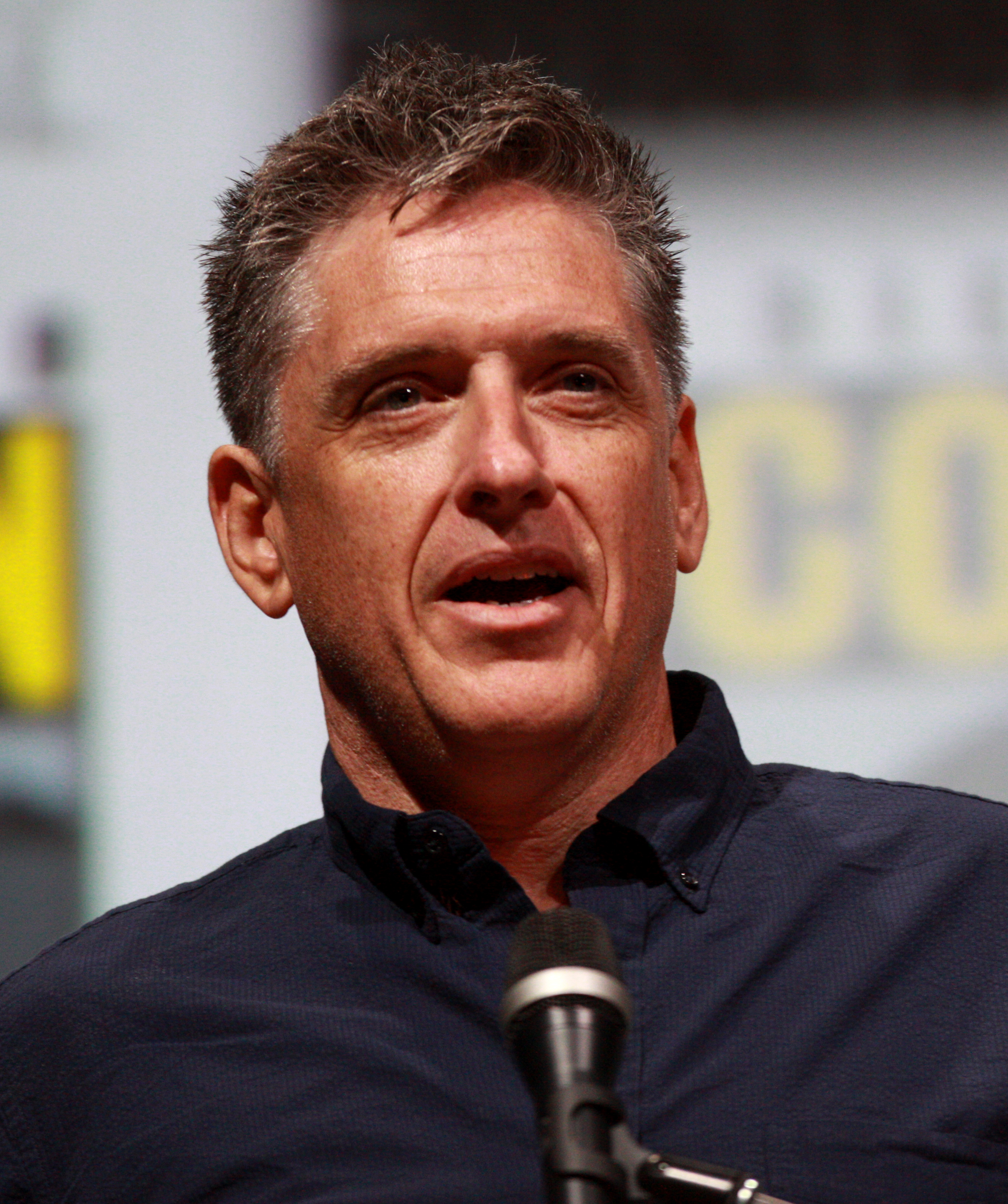
Craig Ferguson, miglior presentatore di un game show

- Craig Ferguson, per aver presentato Celebrity Name Game
  - Wayne Brady, per aver presentato Let's Make a Deal
  - Brooke Burns, per aver presentato The Chase
  - Billy Gardell, per aver presentato Monopoly Millionaires' Club
  - Steve Harvey, per aver presentato Family Feud

#### Miglior programma della mattina
- CBS Sunday Morning, in onda sulla CBS
  - CBS This Morning, in onda sulla CBS
  - Good Morning America, in onda sulla ABC
  - Today, in onda sulla NBC

#### Miglior programma d'infotainment
- Extra, trasmesso in syndication
  - Access Hollywood, in onda sulla NBC
  - Entertainment Tonight, in onda sulla CBS
  - The Insider, in onda sulla CBS
  - TMZ on TV, trasmesso in syndication

#### Miglior programma d'intrattenimento in spagnolo
- SuperLatina with Gaby Natale, trasmesso su VmeTV
  - Clix, trasmesso su CNN en Español
  - Destinos, trasmesso su CNN en Español
  - Fuerza En Movimiento, trasmesso su CNN en Español
  - Vive la salud con la Dra. Azaret, trasmesso su CNN en Español

#### Miglior programma della mattina in spagnolo
- Cafe CNN, trasmesso su CNN en Español
  - ¡Despierta América!, trasmesso su Univision
  - Un Nuevo Dia, trasmesso su Telemundo

#### Miglior talento della programmazione in spagnolo
- Gabriela Natale, conduttrice di SuperLatina with Gaby Natale
  - Raúl De Molina, co-conduttore di El Gordo y la Flaca
  - Carlos Calderón, corrispondente di El Gordo y la Flaca
  - Elizabeth Hernandez Curiel, corrispondente di El Gordo y la Flaca
  - Camilo Egana, conduttore di Encuentro

## Premi della giuria
- Miglior realizzazione individuale nell'animazione: Chad Weatherford, disegnatore di personaggi di Dinotrux; Benjamin Sanders,  illustratore di storyboard di Peter coniglio; Mike Houston, scenografo di The Mind of a Chef; Michael Granberry, animatore di Tumble Leaf.
- Lifetime Achievement Award: Sonia Manzano